# بوب كارول (لاعب كرة قدم أسترالية)
بوب كارول (بالإنجليزية: Bob Carroll)‏ هو لاعب كرة قدم أسترالية أسترالي، ولد في 18 أكتوبر 1941.

## وصلات خارجية
- بوب كارول على موقع AustralianFootball.com (الإنجليزية)
- بوب كارول على موقع AFLtables.com (الإنجليزية)